# 큐캐피탈
큐캐피탈(Q Capital)은 1982년 여신전문금융업법에 따라 설립된 중소규모의 민간 금융회사이다. 큐로그룹의 계열사이며 벤처투자와 사모투자, 기업구조조정 등을 주업으로 하고 있다.

## 개요
투자한 벤처기업의 주식매각이익이 영업손익의 대부분을 차지한다. 사업 특성상 증시의 변동 및 경기의 영향을 많이 받는다.

## 투자
- 큐로컨트리클럽(큐로CC)[1]
- 두산건설
- 노랑통닭
- 제네시스비비큐
- 한글과컴퓨터
- 아시아나항공
- 이랜드리테일

## 역사
1982년에 설립되었으며 2024년에는 KDB산업은행과 수출입은행의 GP로 선정되었다.

## 같이 보기
- 여신전문금융업
- 벤처 캐피털
- 서울제약